# Seznam chráněných území v okrese Jindřichův Hradec
Toto je seznam chráněných území v okrese Jindřichův Hradec aktuální k roku 2022, ve kterém jsou uvedena chráněná území v oblasti okresu Jindřichův Hradec.
| Kód  | Obrázek                                        | Typ  | Název                     | Rozloha (ha) | Galerie Commons                                                            | Popis území | Souřadnice                       |
| ---- | ---------------------------------------------- | ---- | ------------------------- | ------------ | -------------------------------------------------------------------------- | --- | -------------------------------- |
| 1977 | Přírodní rezervace Blanko v zimě               | PR   | Blanko                    | 11,93        | Kategorie „Blanko“ na Wikimedia Commons                                    | Mezotrofní rybník s litorálními porosty a luční rašeliniště | 49°0′46″ s. š., 15°4′13″ v. d.   |
| 5467 |                                                | PP   | Branské doubí             | 40,94        | Kategorie „Branské doubí (natural monument)“ na Wikimedia Commons          | Krajinný fragment tvořený rozvolněnými lesními porosty s polopřirozenou druhovou skladbou | 48°58′25″ s. š., 14°47′6″ v. d.  |
| 1300 |                                                | PR   | Bukové kopce              | 10,44        | Kategorie „Bukové kopce (nature reserve)“ na Wikimedia Commons             | V Jihočeských pánvích ojedinělá ukázka přirozené bučiny | 48°55′18″ s. š., 14°56′20″ v. d. |
| 2465 | Pohled do vytěženého rašeliniště Červené blato | NPR  | Červené blato             | 403,58       | Kategorie „Červené blato“ na Wikimedia Commons                             | Rozsáhlé rašeliniště s porostem blatky | 48°51′26″ s. š., 14°48′32″ v. d. |
|      |                                                | PřP  | Česká Kanada              | 28 300       |                                                                            | | 49°0′16″ s. š., 15°10′51″ v. d.  |
| 1777 |                                                | PP   | Dědek u Slavonic          | 2,79         | Kategorie „Dědek u Slavonic“ na Wikimedia Commons                          | Mezotrofní rybník s vysokou druhovou diverzitou fytoplanktonu i zooplanktonu | 49°0′47″ s. š., 15°18′27″ v. d.  |
| 1966 |                                                | PR   | Dračice                   | 8,12         |                                                                            | Meandrující úsek řeky s významnou flórou a faunou | 48°53′38″ s. š., 14°58′12″ v. d. |
| 2096 | PP Dubová stráň                                | PP   | Dubová stráň              | 12,06        | Kategorie „Dubová stráň“ na Wikimedia Commons                              | Zachování převážně dubových a smíšených porostů s druhově velmi bohatým bylinným patrem | 49°6′5″ s. š., 15°26′33″ v. d.   |
| 599  | Fabián                                         | PR   | Fabián                    | 22,81        | Kategorie „Fabián (nature reserve)“ na Wikimedia Commons                   | Přirozená smíšená podhorská bučina | 49°2′6″ s. š., 14°59′18″ v. d.   |
| 2215 | Gebhárecký rybník                              | PP   | Gebhárecký rybník         | 19,03        | Kategorie „Gebhárecký rybník“ na Wikimedia Commons                         | Oligomezotrofní rybník s typickou vegetací a na něj navazující luční rašeliniště | 49°0′6″ s. š., 15°12′26″ v. d.   |
| 1373 |                                                | PR   | Hadí vrch                 | 13,37        | Kategorie „Hadí_vrch“ na Wikimedia Commons                                 | Jalovcový porost s cennou mechovou a lišejníkovou vegetací | 48°57′49″ s. š., 15°11′47″ v. d. |
|      |                                                | PřP  | Homolka-Vojířov           |              |                                                                            | |                                  |
| 1707 |                                                | PR   | Horní Lužnice             | 414,10       | Kategorie „Horní Lužnice“ na Wikimedia Commons                             | Niva Lužnice s přirozeným korytem a četnými meandry, mozaika lučních a mokřadních biotopů | 48°51′23″ s. š., 14°54′8″ v. d.  |
| 2216 | Pohled na hladinu rybníka                      | PR   | Hrádeček                  | 18,35        | Kategorie „Hrádeček (nature reserve)“ na Wikimedia Commons                 | Ochrana mokřadních biotopů rašelinišť, rašelinných luk, rybníků | 49°8′26″ s. š., 15°10′17″ v. d.  |
| 1372 | Jalovce u Kunžaku                              | PP   | Jalovce u Kunžaku         | 0,33         | Kategorie „Jalovce u Kunžaku (natural monument)“ na Wikimedia Commons      | Významná lokalita jalovce obecného | 49°7′22″ s. š., 15°10′11″ v. d.  |
| 1369 | Jalovce na lokalitě                            | PP   | Jalovce u Valtínova       | 0,50         | Kategorie „Jalovce u Valtínova (natural monument)“ na Wikimedia Commons    | Zachovalý souvislý porost jalovce obecného | 49°5′53″ s. š., 15°15′7″ v. d.   |
|      |                                                | PřP  | Javořická vrchovina       | 7 880        |                                                                            | |                                  |
| 1375 | Kaproun v zimě                                 | NPP  | Kaproun                   | 2,92         | Kategorie „Kaproun (přírodní památka)“ na Wikimedia Commons                | Přechodové rašeliniště s množstvím vstavačů, v rybníčku leknín bělostný | 49°4′50″ s. š., 15°11′24″ v. d.  |
| 6238 | Koštěnický potok                               | PP   | Koštěnický potok          | 27,91        |                                                                            | Ekosystém potoka a jeho nivy s výskytem klínatky rohaté a dalších ohrožených druhů | 49°1′38″ s. š., 15°1′39″ v. d.   |
| 1954 |                                                | PR   | Krabonošská niva          | 36,33        | Kategorie „Krabonošská niva“ na Wikimedia Commons                          | Bohatá mokřadní společenstva v nivě Lužnice | 48°48′19″ s. š., 14°56′40″ v. d. |
| 6027 |                                                | PP   | Kramářka                  | 35,5189      |                                                                            | Pestrý komplex lučních, mokřadních a vodních biotopů v říční nivě Nežárky s řadou provázaných mělkých vodních nádrží, hlubších tůní a jezírek v místě vytěženého ložiska rašeliny, stanoviště mnoha ohrožených a chráněných druhů rostlin (leknín bělostný, bublinatka bledožlutá, aldrovandka měchýřkatá, rosnatka okrouhlolistá, bazanovec kytkokvětý, rdest alpský aj.) a živočichů (např. desítky druhů vážek rodu Odonata) | 49°8′19″ s. š., 14°47′40″ v. d.  |
| 2095 | Rybník Králek                                  | PP   | Králek                    | 3,7369       | Kategorie „Králek“ na Wikimedia Commons                                    | Ochrana populace kriticky ohrožené pobřežnice jednokvěté, prostřednictvím ochrany ekosystému rybníka | 49°10′33″ s. š., 14°53′47″ v. d. |
| 1734 | Kačležský rybník                               | NPP  | Krvavý a Kačležský rybník | 383,55       |                                                                            | Pobřežní zóny rybníků, mokřady vzájemně propojené ochranným pásmem, ptačí hnízdiště | 49°6′47″ s. š., 15°6′30″ v. d.   |
| 2217 | Bledule jarní kvetoucí na lokalitě             | PP   | Kysibl                    | 11,9782      | Kategorie „Kysibl (natural monument)“ na Wikimedia Commons                 | Lesní společenstva lužních lesů a dubohabřin s bohatým bylinným patrem | 48°55′38″ s. š., 15°33′42″ v. d. |
| 601  | Les na lokalitě                                | PP   | Lipina                    | 0,72         | Kategorie „Lipina (natural monument)“ na Wikimedia Commons                 | Zbytek původní lipové doubravy | 49°12′11″ s. š., 15°5′28″ v. d.  |
| 1722 |                                                | PR   | Losí blato u Mirochova    | 201,00       |                                                                            | Zachovalý rašelinný komplex s polopřirozenými až přirozenými lesními ekosystémy | 49°0′20″ s. š., 14°57′31″ v. d.  |
| 5667 | Popis obrazku                                  | PP   | Malý Bukač                | 3,64         | Kategorie „Malý Bukač (natural monument)“ na Wikimedia Commons             | Ochrana ekosystému rybníka a okolních stanovišť s výskytem zvláště chráněných a významných druhů živočichů, zejména obojživelníků a s výskytem významných druhů rostlin. Ochrana druhů a stanovišť evropsky významné lokality. | 49°9′55″ s. š., 15°9′8″ v. d.    |
| 1976 |                                                | PP   | Matenský rybník           | 4,94         | Kategorie „Matenský rybník“ na Wikimedia Commons                           | Mokřadní biotopy se vzácnou faunou a flórou | 49°9′6″ s. š., 14°55′52″ v. d.   |
| 6234 | PP Mnišský rybník v květnu 2023                | PP   | Mnišský rybník            | 25,6         | Kategorie „Mnišský rybník“ na Wikimedia Commons                            | Populace silně ohrožené puchýřky útlé a dalších druhů vázaných na mezotrofní rybníky | 49°0′35″ s. š., 15°6′6″ v. d.    |
| 5878 |                                                | PP   | Moravská Dyje             | 258,3472     | Kategorie „Moravská Dyje (natural monument)“ na Wikimedia Commons          | Chráněné a vzácné druhy živočichů (vydra říční, škeble říční, velevrub malířský, hořavka duhová, ouklejka pruhovaná, rak říční aj.) a rostlin vázané na biotop vodního toku, mokřadních ploch, nivních luk, trávníků mezofilního až xerofilního typu a biotopů otevřených skalních ploch | 49°4′5″ s. š., 15°25′43″ v. d.   |
| 1778 | Mutenská obora na jaře 2013                    | PR   | Mutenská obora            | 43,53        | Kategorie „Mutenská obora“ na Wikimedia Commons                            | Zbytek přirozených a polopřirozených smíšených a listnatých porostů | 48°59′45″ s. š., 15°25′34″ v. d. |
| 1925 |                                                | PR   | Na Ivance                 | 132,36       | Kategorie „Na Ivance“ na Wikimedia Commons                                 | Meandrující tok řeky s rameny, lužní a smíšené porosty s borovicí | 48°55′15″ s. š., 14°53′55″ v. d. |
| 1720 | Olšina u Přeseky                               | PR   | Olšina u Přeseky          | 6,28         | Kategorie „Olšina u Přeseky“ na Wikimedia Commons                          | Olšina ve výtopě rybníka Vydýmače se zachovalými rostlinnými společenstvy | 49°2′50″ s. š., 14°44′20″ v. d.  |
| 1374 | Les na lokalitě                                | PP   | Olšina u Volfířova        | 8,23         | Kategorie „Olšina u Volfířova (natural monument)“ na Wikimedia Commons     | Zachovalý komplex potočních a prameništních olšin s hojným výskytem bledule jarní | 49°6′44″ s. š., 15°20′27″ v. d.  |
| 6233 |                                                | PP   | Osika                     | 67,1         | Název kategorie na Wikimedia Commons nebyl zadán                           | Populace pobřežnice jednokvěté a dalších druhů vázaných na mezotrofní rybníky | 49°1′48″ s. š., 15°8′57″ v. d.   |
| 2219 | Hladina rybníka                                | PP   | Pazourův rybník           | 1,56         | Kategorie „Pazourův rybník“ na Wikimedia Commons                           | Zachování a zlepšení podmínek pro výskyt populace leknínu bělostného | 49°9′26″ s. š., 15°13′18″ v. d.  |
| 1955 | Pískovna na cvičišti                           | PP   | Pískovna na cvičišti      | 2,58         | Kategorie „Pískovna na cvičišti“ na Wikimedia Commons                      | Ochrana vzácných mokřadních živočichů | 49°7′57″ s. š., 15°1′19″ v. d.   |
| 2135 |                                                | PP   | Pískovna u Dračice        | 7,50         | Kategorie „Pískovna u Dračice (natural monument)“ na Wikimedia Commons     | Unikátní geologicko-geomorfologické jevy na bázi kvartérních sedimentárních vrstev | 48°53′36″ s. š., 14°56′2″ v. d.  |
| 1726 | Louka s lesem Rašeliniště Hovízna              | PR   | Rašeliniště Hovízna       | 7,01         | Kategorie „Rašeliniště Hovízna“ na Wikimedia Commons                       | Významné rašeliniště s cennými společenstvy rostlin i živočichů | 49°8′35″ s. š., 14°41′38″ v. d.  |
| 2220 | Pohled na rašeliniště                          | PP   | Rašeliniště Klenová       | 4,52         | Kategorie „Rašeliniště Klenová“ na Wikimedia Commons                       | Zachování mokřadních biotopů, především lučního rašeliniště s řadou rostlinných a živočišných druhů a společenstev | 49°3′34″ s. š., 15°9′38″ v. d.   |
| 2221 | Pohled na rašeliniště                          | PP   | Rašeliniště Mosty         | 2,90         | Kategorie „Rašeliniště Mosty“ na Wikimedia Commons                         | Zachování mokřadních biotopů, především lučního rašeliniště a pobřeží rybníka | 49°6′47″ s. š., 15°14′55″ v. d.  |
| 1683 |                                                | PR   | Rašeliniště Pele          | 11,30        |                                                                            | Rašeliniště v počátečním stádiu vývoje na přítocích rybníka Vydýmače | 48°57′34″ s. š., 14°57′43″ v. d. |
| 5668 |                                                | PP   | Rašeliniště Radlice       | 3,88         |                                                                            | Ochrana soustavy rybníků a přechodného rašeliniště s výskytem zvláště chráněných a významných druhů živočichů, zejména obojživelníků a vážek, s výskytem významných druhů rostlin | 49°7′54″ s. š., 15°19′0″ v. d.   |
| 1370 | Pohled na rašeliniště                          | PP   | Rašeliniště u Suchdola    | 2,55         | Kategorie „Rašeliniště u Suchdola (natural monument)“ na Wikimedia Commons | Prameništní rašeliniště s výskytem reliktních druhů mechu | 49°7′55″ s. š., 15°14′22″ v. d.  |
| 6232 |                                                | PP   | Rybník Růže               | 4,6          |                                                                            | Populace leknínu bělostného a dalších druhů vázaných na mezotrofní rybníky | 49°4′20″ s. š., 15°6′54″ v. d.   |
| 6240 |                                                | PP   | Rybník Walden             | 35,18        |                                                                            | Ochrana rybníka s populací silně ohrožené puchýřky útlé a typických rostlinných a živočišných zástupců společenstev vázaných na extenzivně využívané mezotrofní rybníky | 48°57′42″ s. š., 15°11′12″ v. d. |
| 5650 | Pohled na hladinu rybníka                      | PP   | Rybníky u Lovětína        | 10,90        | Kategorie „Rybníky u Lovětína (natural monument)“ na Wikimedia Commons     | Komplex cenných mokřadních biotopů rybníků, tůní a luk, ochrana na ně vázaných rostlin a živočichů a ochrana druhů a stanovišť EVL Rybníky u Lovětína | 49°12′15″ s. š., 15°3′16″ v. d.  |
| 1727 | Rybníky u Vitmanova                            | PR   | Rybníky u Vitmanova       | 202,80       | Kategorie „Rybníky u Vitmanova“ na Wikimedia Commons                       | Rybníky Nový Vdovec a Ženich s přilehlými rašeliništi a mokřady | 49°1′25″ s. š., 14°50′25″ v. d.  |
| 2218 | Skalák u Senotína v zimě                       | PR   | Skalák u Senotína         | 14,21        | Kategorie „Skalák u Senotína“ na Wikimedia Commons                         | Zachování vodního režimu, zachování půdních poměrů a udržením vysoké druhové diverzity | 49°3′51″ s. š., 15°9′27″ v. d.   |
| 1777 |                                                | PP   | Slavonické rybníky        | 9,96         | Název kategorie na Wikimedia Commons nebyl zadán                           | Společenstva vodních rostlin, živočichů i kvalitních břehových porostů na obou rybničních soustavách, které jsou extenzivně až polointenzivně využívané k chovu ryb | 49°0′52″ s. š., 15°19′38″ v. d.  |
| 398  | Písečná duna                                   | PP   | Slepičí vršek             | 1,87         | Kategorie „Slepičí vršek“ na Wikimedia Commons                             | Písečná duna s typickou květenou | 49°4′14″ s. š., 14°45′43″ v. d.  |
| 1843 |                                                | PP   | Soví les                  | 20,33        | Kategorie „Soví les (natural monument)“ na Wikimedia Commons               | Starší lesní porost na rašelině s velkou druhovou, věkovou a prostorovou diverzitou dřevin | 48°59′ s. š., 14°49′1″ v. d.     |
| 407  | Dušákovský rybník                              | NPR  | Stará a Nová řeka         | 1 197        | Kategorie „Stará řeka (national nature reserve)“ na Wikimedia Commons      | Meandrující tok s lužními porosty, loukami a lesy, hnízdiště ptactva | 49°0′22″ s. š., 14°50′ v. d.     |
| 1724 |                                                | PR   | Staré jezero              | 128,42       |                                                                            | Litorální porosty rybníka a přilehlá rašeliniště se vzácnou květenou a avifaunou | 48°58′42″ s. š., 14°53′22″ v. d. |
| 1708 |                                                | PR   | Široké blato              | 116,89       |                                                                            | Rašeliniště s porostem blatky a rojovníkem bahenním | 48°54′40″ s. š., 14°58′58″ v. d. |
| 1368 | Toužínské stráně                               | PP   | Toužínské stráně          | 3,07         | Kategorie „Toužínské stráně“ na Wikimedia Commons                          | Rulový lom s teplomilnými společenstvy a bohatým výskytem motýlů | 49°4′38″ s. š., 15°25′3″ v. d.   |
| 32   | Zlatá stoka                                    | CHKO | Třeboňsko                 | 70 000       |                                                                            | | 49° s. š., 14°50′8″ v. d.        |
| 498  | Letecký pohled na rybník Velký Tisý            | NPR  | Velký a Malý Tisý         | 615,54       | Kategorie „Velký a Malý Tisý“ na Wikimedia Commons                         | Jedna z nejvýznamnějších ornitologických rezervací ČR, soustava rybníků, luk, lesíků a polí | 49°3′39″ s. š., 14°43′8″ v. d.   |
| 1776 | Velký Troubný                                  | PP   | Velký Troubný             | 8,16         | Kategorie „Velký Troubný???“ na Wikimedia Commons                          | Mezotrofní rybník s vysokou druhovou diverzitou fyto- i zooplanktonu | 49°2′6″ s. š., 15°18′0″ v. d.    |
| 1371 | NPP Vizír v září                               | NPP  | Vizír                     | 10,22        |                                                                            | Lesní rybník, hnízdiště vodních ptáků a čápa černého | 48°57′48″ s. š., 14°53′12″ v. d. |
| 6231 |                                                | PP   | Vosecký rybník            | 7,1          | Název kategorie na Wikimedia Commons nebyl zadán                           | Populace silně ohrožené puchýřky útlé a dalších druhů vázaných na mezotrofní rybníky | 49°8′6″ s. š., 15°7′55″ v. d.    |
| 1725 | Výtopa Rožmberka                               | PR   | Výtopa Rožmberka          | 190,50       | Kategorie „Výtopa Rožmberka“ na Wikimedia Commons                          | Rozlehlý komplex litorálních porostů rybníka a mokrých luk se vzácnými společenstvy | 49°2′36″ s. š., 14°47′58″ v. d.  |
| 1709 | Popis obrazku                                  | PR   | Záblatské louky           | 108,00       | Kategorie „Záblatské louky (nature reserve)“ na Wikimedia Commons          | Komplex porostů litorální vegetace, rašelinných a vlhkých kosených luk, na Třeboňsku již ojedinělé | 49°6′29″ s. š., 14°39′4″ v. d.   |
| 5886 |                                                | PP   | Žofina Huť                | 14,084       | Kategorie „Žofina Huť (natural monument)“ na Wikimedia Commons             | Louky s výskytem vzácných a ohrožených druhů živočichů, zejména modráska bahenního | 48°48′41″ s. š., 14°54′32″ v. d. |
| 608  |                                                | NPR  | Žofinka                   | 343,941      | Kategorie „Žofinka“ na Wikimedia Commons                                   | Rozlehlé rašeliniště s rašelinným lesem a bohatou květenou i zvířenou | 48°49′17″ s. š., 14°53′ v. d.    |

## Zrušená chráněná území
| Kód  | Obrázek                                                                | Typ | Název            | Rozloha (ha) | Galerie Commons                                     | Popis území | Souřadnice                       |
| ---- | ---------------------------------------------------------------------- | --- | ---------------- | ------------ | --------------------------------------------------- | --- | -------------------------------- |
| 1956 | rybník Horní Lesák, dnes součást PP Rybníky u Lovětína                 | PP  | Horní Lesák      | 2,16         | Kategorie „Rybníky u Lovětína“ na Wikimedia Commons | Rybník a zamokřené louky, výskyt obojživelníků | 49°12′3″ s. š., 15°2′3″ v. d.    |
| 1957 | rybník v bývalé PP Luží u Lovětína, dnes součást PP Rybníky u Lovětína | PP  | Luží u Lovětína  | 4,83         | Kategorie „Rybníky u Lovětína“ na Wikimedia Commons | Mokřad s výskytem zevaru nejmenšího a ostřice plstnatoplodé                                                                                        | 49°12′19″ s. š., 15°3′14″ v. d.  |
| 1721 |                                                                        | PR  | Meandry Lužnice  | 90,25        |                                                     | Přirozený tok Lužnice se sítí slepých ramen v různém stupni zazemnění                                                                              | 48°58′44″ s. š., 14°51′21″ v. d. |
| 1723 | Novořecké močály                                                       | PR  | Novořecké močály | 236,34       | Kategorie „Novořecké močály“ na Wikimedia Commons   | Rozsáhlý komplex mokřadních ekosystémů v inundaci Nové řeky                                                                                        | 49°1′3″ s. š., 14°51′51″ v. d.   |
| 2232 |                                                                        | PR  | Trpnouzské blato | 104,04       | Kategorie „Trpnouzské blato“ na Wikimedia Commons   | Unikátní komplex rašeliniště na místech po bývalé těžbě rašeliny se sukcesními stadii v různém stupni vývoje. PR zrušena a sloučena s NPR Žofinka. | 48°50′3″ s. š., 14°52′51″ v. d.  |